# Det våras för galningarna
Det våras för galningarna (originaltitel: High Anxiety) är en amerikansk komedifilm från 1977 i regi av Mel Brooks.

## Om filmen
Filmen är en parodi på Alfred Hitchcocks filmer med referenser till minst 15 av hans filmer, framför allt Studie i brott. Bland de parodierade filmerna finns även Fåglarna och Psycho.
Filmen hade svensk premiär 1 september 1978 på biografen Park i Stockholm.

## Rollista i urval
- Mel Brooks - Doktor Richard Harpo Thorndyke
- Madeline Kahn - Victoria Brisbane
- Cloris Leachman - Charlotte Diesel
- Harvey Korman - Doktor Charles Montague
- Ron Carey - Brophy
- Howard Morris - Professor Lilloman
- Dick Van Patten - Doktor Philip Wentworth
- Jack Riley - Portier på Hyatt Regency